# Intime Fremde
Intime Fremde (Originaltitel: Confidences trop intimes) ist ein französisches Filmdrama aus dem Jahr 2004. Regie führte Patrice Leconte, der gemeinsam mit Jérôme Tonnerre auch das Drehbuch schrieb.

## Handlung
Anna ist mit ihrer Ehe unzufrieden und will den Psychotherapeuten Dr. Monnier konsultieren. Irrtümlich gerät sie in das Büro des Steuerberaters William Faber, das sich auf derselben Etage befindet. William ist von Anna fasziniert und klärt die Verwechslung zunächst nicht auf. Anna vereinbart am Ende des Gesprächs weitere Treffen. William versucht zwar mehrfach, das Missverständnis aufzuklären; es gelingt ihm aber nicht. William holt sich bei seiner ehemaligen Freundin Jeanne und bei dem Psychotherapeuten Ratschläge.
Erst nach mehreren Treffen und nachdem sich eine tiefere Gesprächsbeziehung zwischen Anna und William entwickelt hat, erkennt Anna ihren Irrtum. Trotzdem besucht Anna weiterhin William. Schließlich teilt sie ihm mit, dass sie ihren Mann verlässt und fortziehen wird. William vermutet aufgrund ihrer Gespräche, dass sie in den Süden Frankreichs zieht und folgt ihr dorthin. Anna hat mittlerweile eine Ballettschule eröffnet. Am Ende setzen William und Anna ihre Gespräche fort.

## Kritiken
Das Lexikon des internationalen Films schrieb, der Regisseur erzähle „die Geschichte mit satirischen Seitenhieben auf die Methoden der Psychoanalyse sowie ihre Rezeption im Film“ und bewege „sich stilsicher im Terrain bürgerlicher Neurosen, die von den hervorragenden Darstellern ebenso subtil wie selbstironisch vorgeführt werden“. Der Film biete ein „Spiel mit Geheimnissen und Verwirrungen, akzentuiert durch einen romantischen Unterton“.
Die Zeitschrift TV Spielfilm 5/2008 schrieb, der Regisseur entwickle „aus der witzigen Ausgangslage [. . . ] ein komplexes Verwirrspiel“, welches lediglich „am Ende überdehnt“ wirke. Das „extrem französische“, „sinnliche Psychodrama über die Kunst des Zuhörens und die Erotik in Gedanken“ sei ein „Kammerspiel mit Geist und wunderbaren Bildern“.

## Auszeichnungen
Patrice Leconte wurde im Jahr 2004 für den Goldenen Bären und für den Europäischen Filmpreis nominiert.

## Hintergründe
Der Film wurde in Paris gedreht. Seine Weltpremiere fand am 6. Februar 2004 auf den Internationalen Filmfestspielen Berlin statt, den einige weitere Filmfestivals folgten. Der Film spielte in den Kinos der USA ca. 2,1 Millionen US-Dollar ein. In Frankreich zählte man ca. 656.000 Kinozuschauer, in Deutschland ca. 130.000.